# Шифф, Стэйси
Стейси Мадлен Шифф (англ. Stacy Madeleine Schiff; род. 26 октября 1961, Адамс, Массачусетс) — американский журналист, эссеист и автор биографий. Лауреат Пулитцеровской премии за биографию, полученную в 2000 году за книгу «Вера (Миссис Владимир Набоков)».

## Биография
Родилась в городе Адамс, штат Массачусетс, в семье Мортона Шиффа, президента компании Schiff Clothing, основанной прадедом Шиффа в 1897 году, и Эллен, профессора французской литературы в колледже North Adams State college. Окончила подготовительную школу Phillips Academy (Андовер), затем, в 1982 году, получила степень бакалавра в Williams College. До 1990 года работала старшим редактором в издательстве Simon & Schuster.
В 2000 году получила Пулитцеровскую премию за биографию или автобиографию за книгу «Вера (Миссис Владимир Набоков)», биографию Веры Набоковой, жены и музы писателя Владимира Набокова. Также была финалистом Пулитцеровской премии 1995 года в номинации «Биография или автобиография» за книгу "Saint-Exupéry: A Biography.
Книга Шифф «Великая импровизация: Франклин, Франция и рождение Америки» (2005) получила Книжную премию Джорджа Вашингтона.
Её четвёртая книга, «Cleopatra: A Life», была опубликована в 2010 году. По словам рецензента Wall Street Journal, «Шифф делает редкую вещь: она дает нам книгу, которую мы пропустили бы, если бы ее не было». The New Yorker назвал книгу «произведением литературы»; Саймон Винчестер предсказал, что «она станет классикой». Книга вошла в десятку лучших книг 2010 года по версии The New York Times и получила премию PEN/Jacqueline Bograd Weld Award 2011 года за биографию.
Книга Шифф «The Witches: Salem, 1692» была опубликована в 2015 году. В рецензии New York Times описала её как «почти романистическое, похожее на триллер повествование». Дэвид Маккалоу назвал книгу «блестящей от начала до конца».
Ее эссе и статьи появлялись в The New Yorker, The New York Times, The New York Review of Books, The Times Literary Supplement и The Washington Post. Шифф живёт в Нью-Йорке и является попечителем Мемориального фонда Джона Саймона Гуггенхайма.
В 2019 году она была избрана в Американскую академию искусств и литературы.

## Сочинения
- Вера : Миссис Владимир Набоков = Vera : Mrs. Vladimir Nabokov. / [Пер. с англ.] — М. : Изд-во Независимая газета, 2002. — 614 с., [8] л. портр. : ил. ISBN 5-86712-079-1
- Сент-Экзюпери. Биография = Saint-Exupéry: A Biography. Pimlico, 1994 / Пер. с англ.. — М.: Эксмо, 2003. — 478, [1] с. — ISBN 5-699-01143-9.
- Клеопатра. Жизнь. Больше чем биография. / Пер. с англ. Марии Леоненко. — М. : Колибри : Азбука-Аттикус, 2022. — 446, [1] с., [8] л. ил., цв. ил. ISBN 978-5-389-17822-9

## Экранизации
С 2010 года готовится экранизация книги Шифф «Клеопатра».